# Хломов Михайло Дмитрович
Михайло Дмитрович Хломов (17 серпня 1905, місто Москва, тепер Російська Федерація — 8 листопада 1945, місто Москва, тепер Російська Федерація) — радянський державний діяч, керуючий справами Ради народних комісарів СРСР.

## Життєпис
Народився в родині службовця. 
У травні 1919 — лютому 1922 року — кур'єр, агент, інспектор Московського центрального відділу робітничого постачання.
У лютому 1922 — березні 1923 року — продавець Моссільпрому.
У березні 1923 — березні 1926 року — комірник, приймальник відділу технічного контролю Московського заводу «Манометр».
У березні 1926 — червні 1929 року — керуючий справами Московського державного арматурного тресту «Армотрест».
Член ВКП(б) з вересня 1927 року.
З червня 1929 до червня 1930 року — токар, у червні 1930 — серпні 1931 року — начальник планово-розподільчого відділу, в серпні 1931 — лютому 1932 року — заступник директора Московського заводу «Манометр».
У лютому 1932 — травні 1933 року — директор Державного механічного заводу № 4 тресту «Росгоспметиз» у Москві.
У травні 1933 — вересні 1935 року — директор Московського заводу лічильно-аналітичних машин.
У вересні 1935—1938 роках — студент машинобудівного факультету Московської Промислової академії, закінчив лише 2,5 курси.
У лютому — липні 1938 року — начальник відділу постачання обладнанням, у липні — грудні 1938 року — заступник секретаря, в грудні 1938 — червні 1939 року — секретар Економічної ради СРСР.
10 червня 1939 — 14 листопада 1940 року — керуючий справами Ради народних комісарів СРСР.
У листопаді 1940 — квітні 1944 року — заступник керуючого справами Ради народних комісарів СРСР — начальник Господарського управління Ради народних комісарів СРСР.
У квітні — серпні 1944 року — начальник Головхіммашу Народного комісаріату мінометного озброєння СРСР; у серпні 1944 — листопаді 1945 року — начальник Головного управління сільськогосподарського машинобудування Народного комісаріату мінометного озброєння СРСР.
Помер 8 (за іншими даними — 9) листопада 1945 року в Москві. Похований в Москві на Новодівичому цвинтарі.

## Нагороди
- орден Вітчизняної війни ІІ ст.
- орден Трудового Червоного Прапора
- медалі